# Konosai járás

A Konosai járás az Arhangelszki területen

A Konosai járás (oroszul Коношский муниципальный район) Oroszország egyik járása az Arhangelszki területen. Székhelye Konosa.

## Népesség
- 1989-ben 42 136 lakosa volt.
- 2002-ben 31 067 lakosa volt.
- 2010-ben 26 106 lakosa volt.